# Гангста-реп

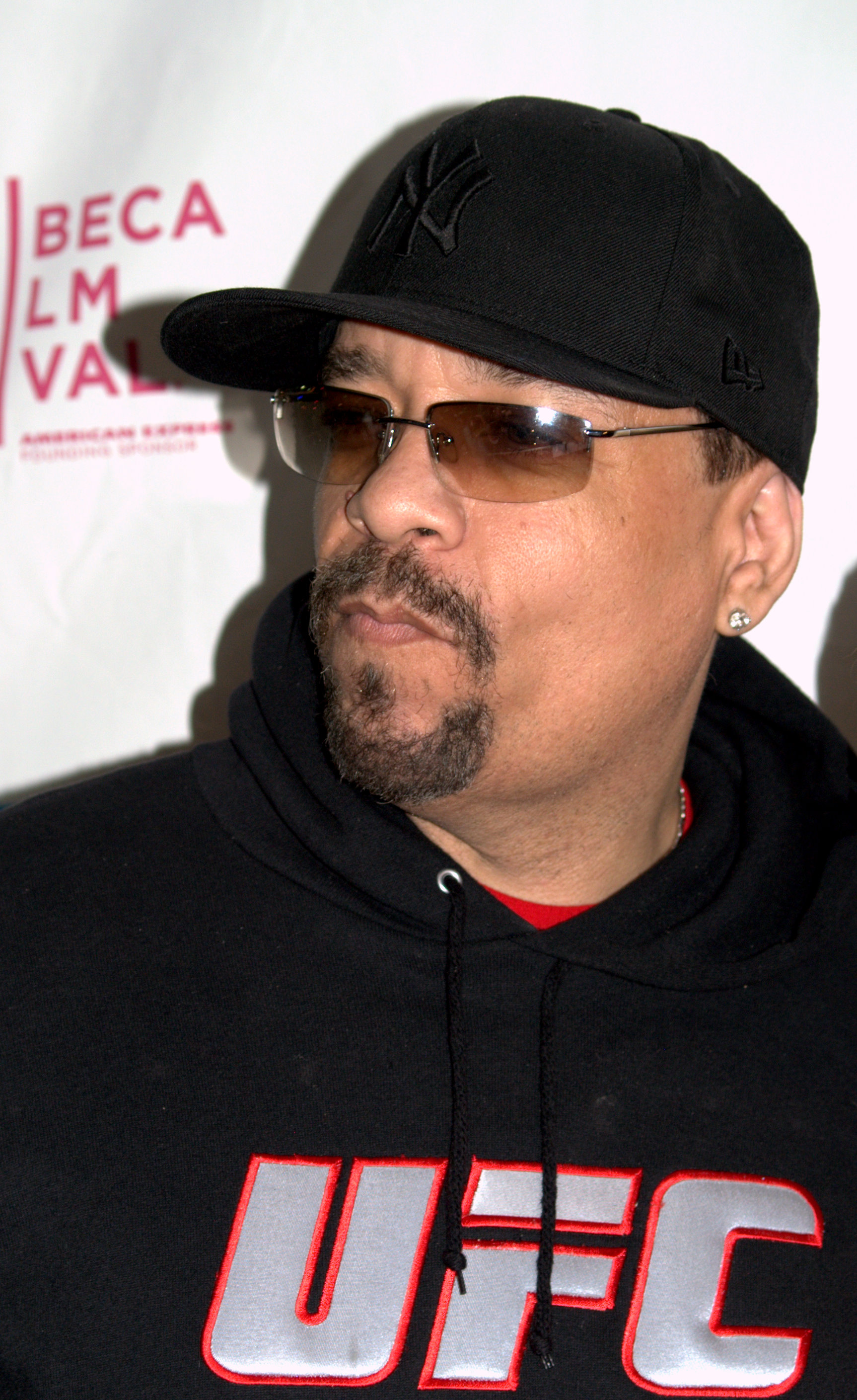
Ice-T

Ґанґста-реп (англ. gangsta rap походження від gangster rap — «гангстерський реп») — різновид стилю хіп-хоп, тексти в якому присвячені життю кримінального світу. Перетворився з хардкор-репу на самостійний жанр.
Вперше створений у середині 1980-х років репером Ice-T. Наприкінці 1980-х і на початку 1990-х років Ice-T та реп-група N.W.A. привернули більше до гангста-репу, що спочатку був дуже андеграундною та альтернативною формою хіп-хопу. Незабаром напрямок став комерційно прибутковим піджанром хіп-хопу. 
Часто виконавці гангста-реп відкрито вихваляються своїми асоціаціями з різними активними вуличними бандами. Це стало частиною їх художнього образу. Найчастіше представлені банди альянсів Crips і Bloods.

## Стиль
Тексти ґанґста-реперів присвячені тяжкому життю в негритянських гетто, що включає в себе вуличне хуліганство, грабіж і торгівлю наркотиками. У текстах рясно використовуються нецензурні вирази й афроамериканський жаргон. Багато треків в цьому стилі були заборонені на радіо і ТБ через заклики до насильства, образи поліції.
Самі репери вважають, що зухвалі тексти — це сатира на сучасне суспільство і спроба відкрити очі обивателів на проблеми молоді: наркоманію, злочинність і жорстокість поліції.
Багато хто з родоначальників ґанґста були пов'язані з екстремістським рухом за права чорношкірих «Чорні пантери» та іншими «Black power»-організаціями, які поділяють їхні погляди.

## Історія
Ґанґста-реп зародився на вулицях депресивних і неспокійних чорних гетто в Лос-Анджелесі і Нью-Йорку. Засновником жанру вважається репер Ice-T. У 1982 році у треці «Cold Wind Madness» він вперше читав про свою хуліганську молодість, а в 1986-му розвинув тему в «6 in the Mornin», з якого починається історія ґанґста.
Одночасно з Ice-T розповідати про життя молодіжних злочинних банд почав Schoolly D. Ще серед засновників — Ерік «Eazy-Е» Райт і його група N.W.A. Першими ґанґста на східному узбережжі стали Boogie Down Productions у тому ж 1986 році, хоча ще довгий час жанр вважався переважно «західним».
На початку 1990-х почала стрімко зростати Нью-Йоркська (Іст Кост) сцена. Через це почалося протистояння двох узбереж. На західному головним лейблом був Death Row Records, заснований Dr. Dre і Шугом Найтом, на ньому видавалися Тупак Шакур, Snoop Dogg, Dr. Dre. Східне узбережжя було представлене лейблом Паффа Дедді Bad Boy Records, його артистами були The Notorious B.I.G., Lil' Kim та ін. Конкуренція західних і східних реперів спочатку вилилася в постійний обмін уколами й образами на текстах треків, а потім і у відкриту вуличну війну, в результаті якої загинули провідні артисти обох сторін: Тупак Шакур і The Notorious B.I.G.
До кінця 1990-х ґанґста почав комерціалізуватися, особливо на сході та півдні США. Це торкнулося творчості Паффа Дедді, Jay-Z, 50 Cent. Тексти ставали більш позитивними і легковажними, проблеми наркоманії і злочинності, критика суспільства змінилися на романтизований образ ґанґстера, що живе «солодким життям». З'явилися змішання з модним R'n'B. Dr. Dre і зовсім оголосив, що «ґанґста-реп тепер мертвий».

## Насильство
Ґанґста-реп розкрив існуючі в середовищі хіп-хопу протиріччя. У 1990-і між реперами східного (Іст-Кост) і західного (Вест-Кост) узбережжя існувала конфронтація і навіть велася неоголошена війна. Крім того, навіть ставши багатими і знаменитими, багато ґанґста продовжували антигромадський спосіб життя. Наприклад, Тупак Шакур (який почав на східному узбережжі, потім переїхав на західне) був багато разів звинувачений в хуліганській стрільбі у вікно і навіть у ненавмисному вбивстві 6-річної дитини.
Всі 80-ті і початок 90-х Вест-Кост домінував в жанрі. Репери зі сходу намагалися переломити ситуацію. У 1993 в Нью-Йорку Пафф Дедді заснував амбітний лейбл Bad Boy Records, який поставив своїм завданням витіснити переважаючих «західняків» з ґанґста-сцени. У своїх треках репери зі сходу і з заходу почали обмінюватися випадами.
30 листопада 1994 «західний» репер Тупак Шакур отримав вогнепальне поранення, коли він приїхав в Нью-Йоркську студію записувати новий альбом. Репер був поранений у руку, голову і живіт, але всі поранення виявилися легкими. Тупак публічно звинуватив Паффа Дедді і The Notorious B.I.G. в організації замаху, його друзів він вважав виконавцями, а свого друга на ім'я Стретч підозрював у тому, що він провів вбивць у студію. Проте ніяких доказів знайдено не було. З цього приводу Notorious B.I.G. записав трек «Who Shot Ya?», в якому висміював Шакура і нагадував, що «з Біггі жартувати небезпечно».
У лютому 1995 року сам Тупак потрапив до в'язниці за зґвалтування і ненавмисне вбивство. У в'язниці він записав альбом, на якому в деяких треках паплюжив своїх передбачуваних кривдників, в тому числі і непричетного до замаху Jay-Z. Артисти зі сходу не залишилися в боргу і засипали Тупака і його лейбл Death Row образливими треками.
Тупак вийшов з в'язниці 30 жовтня під заставу, заплачену власником Death Row Records Шугом Найтом. 30 листопада 1995 Стретч, підозрюваний «зрадник» Шакура, був знайдений мертвим з двома кульовими пораненнями в спину — рівно через рік після замаху на Тупака. У тому ж році було скоєно напад на помічника Біггі на ім'я Марк Белл: Шуг Найт і Тупак намагалися його вибити. Навесні 1996 року Тупак випустив ще один альбом, де в текстах пригадував реперів з іст-кост та їх всі образи і погрожував розправою.
7 вересня 1996, коли Тупак і його оточення поверталися з боксерського поєдинку, його Crips машину зрешетили кулями, і через кілька днів репер помер у лікарні. За підозрою у вбивстві був арештований хуліган Орландо Андерсон з банди Crips, якого Тупак і його люди побили днем раніше — за те, що він шпигував за Тупаком, як їм здалося. Але його участь довести не вдалося. Вбивці так і не були знайдені і справу було закрито. У середовищі вест-кост завжди підозрювали, що це було підлаштовано їх опонентами з іст-кост. Ті заперечували будь-яку причетність. Журналісти Los Angeles Times провели власне розслідування: за їхньою версією банда Crips була найнята Бігом для вбивства Тупака. Доказів у журналістів не вистачило, і їх засудили за наклеп.
У лютому 1997 року Notorious B.I.G. приїхав до Лос-Анджелеса, «столиці» вест-косту і оплоту його недругів, щоб знятися в кліпі. На час перебування у місті він найняв посилену охорону, але це не допомогло. Він був застрелений з машини, що проїжджала повз, точно так само, як до цього Тупак. У 1998 році був убитий й інший підозрюваний у вбивстві Тупака — Орландо Андерсон. В обох випадках вбивці так і не були знайдені.
Після загибелі основних фігурантів, війна між узбережжями потроху зійшла нанівець. Багато відомих реперів, зокрема й патріарх жанру Ice-T, закликали зупинити насильство, і до початку 2000-х вбивства припинилися.

## Цікаві факти
У 1994 році Конгрес США розпочав слухання з розслідування соціальних наслідків ґанґста-репу як одної з форм музичного напрямку.